# Méthode Reid
 (août 2023).
La méthode Reid est une technique d'interrogatoire policier développée dans les années 1950 aux États-Unis par John E. Reid (d), psychologue, polygraphiste et ancien officier de police de Chicago. La méthode est reconnue pour créer une forte pression sur la personne interrogée, suivie de sympathie, de compréhension et d'aide si une confession est prévisible.
Depuis sa diffusion dans les années 1960, la méthode est un pilier de la procédure policière, particulièrement aux États-Unis[réf. souhaitée].

## Historique
En 1955, à Lincoln, Nebraska, Reid aide à obtenir des aveux du suspect Darrel Parker concernant le meurtre de sa femme. Cette affaire aurait établi la réputation de Reid et popularisé sa méthode[réf. nécessaire]. 
Reid coécrit un texte expliquant ses techniques d'interrogatoire. Il participe à la fondation de l'entreprise John E. Reid and Associates,, qui continue à véhiculer la méthode après la mort de son auteur.

## Description
La technique Reid se divise en trois phases commençant par une analyse des faits, suivie de l'entretien d'analyse du comportement (un entretien non accusatoire conçu pour développer des informations d'enquête et comportementales), suivi, le cas échéant, des neuf étapes d'interrogatoire Reid. Selon les directives de cette procédure, les individus ne doivent être interrogés que lorsque les informations des deux phases précédentes indiquent qu'ils sont impliqués dans l'exécution du crime.
Dans la méthode Reid, l'interrogatoire est un processus accusatoire au cours duquel l'enquêteur dit au suspect que les résultats de l'enquête indiquent clairement qu'il a commis le crime en question. L'interrogatoire se présente sous la forme d'un monologue présenté par l'enquêteur plutôt que sous forme de questions-réponses. Idéalement, au cours de l'interrogatoire, l'enquêteur est compréhensif, patient et non humiliant. L'objectif de l'utilisateur de la méthode est de rendre progressivement le suspect plus à l'aise à dire la vérité. Pour ce faire, l'enquêteur imagine d'abord, puis propose au suspect diverses constructions psychologiques comme justification de son comportement. Cela peut prendre la forme, par exemple, d'une question suggestive ou alternative telle « Avez-vous planifié cela ou est-ce arrivé sur un coup de tête ? », qui repose sur une présomption implicite (en) de culpabilité.

### Neuf étapes
Les neuf étapes d'interrogatoire de la méthode Reid sont :
1. Affrontement positif. Informez le suspect que les preuves ont conduit la police à le considérer comme suspect. Offrez rapidement à la personne une occasion d'expliquer pourquoi l'infraction a eu lieu.
2. Essayez de déplacer le blâme du suspect vers une autre personne ou un ensemble de circonstances qui ont poussé le suspect à commettre le crime. Pour ce faire, développez des thèmes contenant des raisons qui justifieront ou excuseront psychologiquement le crime. Les thèmes peuvent être développés ou modifiés pour trouver celui auquel l'accusé est le plus réceptif.
3. Essayez de minimiser la fréquence des démentis du suspect.
4. À ce stade, l'accusé donnera souvent une raison pour laquelle il n'a pas ou n'a pas pu commettre le crime. Essayez d'utiliser cela pour avancer vers la reconnaissance de ce qu'il a fait.
5. Renforcez la sincérité pour vous assurer que le suspect est réceptif.
6. Le suspect deviendra plus silencieux et écoutera. Déplacez le thème de la discussion vers l'offre d'alternatives. Si le suspect pleure à ce stade, inférez-en la culpabilité.
7. Posez la "question alternative", en donnant deux choix pour ce qui s'est passé ; l'un plus acceptable socialement que l'autre. On s'attend à ce que le suspect choisisse l'option la plus facile, mais quelle que soit l'alternative choisie par le suspect, la culpabilité est admise. Il y a toujours une troisième option qui est de soutenir qu'il n'a pas commis le crime.
8. Amener le suspect à répéter l'aveu de culpabilité devant témoins et développer des informations corroborantes pour établir la validité des aveux.
9. Documentez l'aveu ou les aveux du suspect et demandez-lui de préparer une déclaration enregistrée (audio, vidéo ou écrite).

## Critique
Les partisans de la technique Reid disent qu'elle est utile pour obtenir des informations de suspects autrement récalcitrants, alors que ses critiques affirment que la technique entraîne un taux inacceptable de faux aveux, en particulier de la part des mineurs et des handicapés mentaux. La méthode serait également contre-productive envers certains suspects, qui cessent de collaborer.